# Spodnji Čačič
Spodnji Čačič je opuščeno naselje v Občini Osilnica.